# Дощовик їстівний
Дощови́к їстівний (Lycoperdon perlatum Pers., Lycoperdon gemmatum Batsch) — гриб роду дощовик родини печерицевих (Agaricaceae). Інші назви — порхавка, моруха, діалектні назви — курявка, морюха, бздюха.

## Опис
Плодове тіло спочатку майже кулясте, потім обернено-грушоподібне, 2—8 см заввишки, біле, білувате, жовтувато- або сірувато-біле, зовні більш або менш шипасте, всередині спочатку біле, наче вата, при достиганні оливково-червоне, порохняве, достигле з отвором у центрі. Спори 3,5-4 мкм, темно-бурі.
Плодове тіло дощовика їстівного здатне виростати після дощу до 30 см за добу. Тому побутує вислів: «Ростуть немов гриби».

## Ареал
Зустрічається на усіх материках окрім Антарктиди. Зустрічається по всій Україні. Росте у листяних і хвойних лісах, степах, на луках.

## Використання
Збирають гриб з весни до осені. Дуже добрий їстівний гриб у молодому стані, поки м'якуш білий. Використовують вареним і смаженим тільки в день збирання, поки м'якуш чисто білий. Використовують у народній медицині як кровоспинний засіб і при лікуванні нирок.
Дуже подібний до дощовика їстівного неїстівний гриб — дощовик грушеподібний, який росте на старих пеньках, гнилих гілках і стовбурах дерев.